# カール・アウグスト・フォン・ハルデンベルク
カール・アウグスト・フォン・ハルデンベルク侯爵（Karl August Fürst von Hardenberg、1750年5月31日 –1822年11月26日）は、プロイセン王国の宰相（任1810年6月 - 1822年6月）。シュタインにつづいて自由主義的諸改革を実施した開明的な政治家。

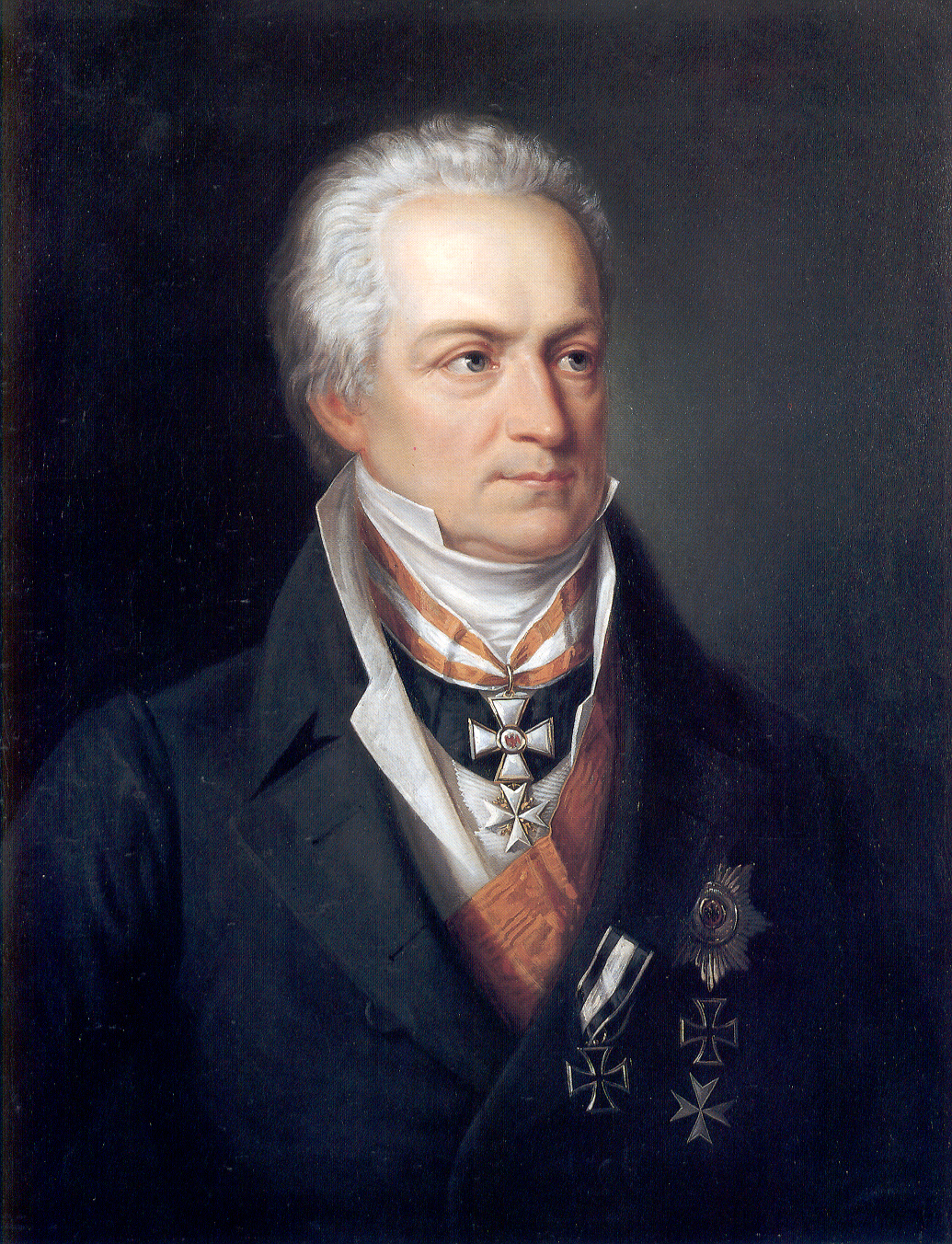
ハルデンベルク（Friedrich Georg Weitsch画）

## 生涯
1750年、ハノーファーに生まれた。1780年代にはブラウンシュヴァイクに仕えていた。
フリードリヒ・ヴィルヘルム2世が1791年にアンスバッハ＝バイロイト辺境伯領を購入したとき、受領と管理のために抜擢された。1795年から翌年にかけて、南ドイツ諸邦有力者を任地の中心アンスバッハに避難させて親交を深めた。
ティルジットの和約以後、ナポレオン・ボナパルト率いるフランスにより領土・人民ともに半減したプロイセンの政治家として、フリードリヒ・ヴィルヘルム3世に仕え、ハインリヒ・フリードリヒ・フォン・シュタインとともに自由主義諸改革を推し進め、1808年のシュタイン失脚後も改革路線を引き継いだ。
1810年6月4日、プロイセン宰相に就任。行政機構の整理、財政改革、農業改革、営業の自由化、軍備の充実などをおこない、1812年7月30日には、一連の内政改革の締めくくりとして治安警察令を発布し、警察機構の再編を断行した。
1814年9月1日から翌1815年まで開催されたウィーン会議ではプロイセンの全権を務め、領土の拡張に成功した。1815年6月8日のドイツ連邦規約により、ライン同盟は解体され、オーストリア帝国を盟主とするドイツ連邦が成立した。プロイセンは4つの帝国自由都市（リューベック、フランクフルト・アム・マイン、ブレーメン、ハンブルク）などとともに同盟を構成した。なお、連邦は旧神聖ローマ帝国の領域を範囲としたため、オーストリアとプロイセンの領土は連邦の内と外にまたがっていた。
農奴解放については、地主の抵抗により後退を余儀なくされた。地主は中小規模の農民の保有地を奪い、経営規模を拡大していった。1816年、ハルデンベルクは農民関係の調整令（1811年制定）を布告し、農民は保有地の3分の1を領主に返還する条件で農奴身分を解放されることとした。これは、地主（ユンカー）には農奴解放にともなう経済補償となった。これによって、土地所有者となれたのは一部の上層農民だけで、土地を失った農民を農業労働者として雇用する資本主義的なユンカー経営が成立した。
1822年11月、当時サルデーニャ王国領であったジェノヴァにて死去。72歳。